# سوتوسلاو بارکانیچکوف
سوتوسلاو بارکانیچکوف (بلغاری: Светослав Бърканичков؛ زادهٔ ۱ مارس ۱۹۷۴) بازیکن فوتبال اهل بلغارستان است.
از باشگاه‌هایی که در آن بازی کرده است می‌توان به باشگاه فوتبال لفسکی صوفیه اشاره کرد.